# Bodydrag
Bodydrag bzw. Körperzug bezeichnet ein Manöver beim Windsurfen oder Kitesurfen, bei dem der Surfer vom Segel oder Drachen, ohne auf dem Brett zu stehen, über bzw. durch das Wasser gezogen wird. Beim Windsurfen gehört das Manöver zum Repertoire des Tricksurfers, beim Kitesurfen zur Anfängerschulung. Beim Kitesurfen ist der Bodydrag insbesondere wichtig, um nach einem Sturz zum Board zurückkehren zu können. Manche Sportler verwenden alternativ eine Boardleash oder bleiben im stehtiefen Wasser.